# Rocío Bueno
Rocío Alejandra Bueno (Mechita, Buenos Aires, Argentina; 16 de octubre de 1992) es una futbolista argentina. Juega como delantera en Racing Club de la Primera División Femenina de Argentina.

## Trayectoria

### Boca Juniors
Rocío Bueno comenzó a jugar al fútbol a los seis años en un club masculino de Mechita, su pueblo natal. Años más tarde ingresó a San Lorenzo, pero tras enterarse de que Boca Juniors estaba probando jugadoras, se presentó en el club Xeneize y, de las 250 postulantes fue la única en quedar.
Jugó en Boca Juniors del 2014 al 2017 y levantó la Supercopa Femenina 2015. En la Fecha 13 del Torneo 2015, anotó 5 goles en 15 minutos en la goleada 10-0 contra Platense.

### UAI Urquiza
Tras su paso por Boca, se unió en 2017 al UAI Urquiza, quien venía de ser campeón del Torneo 2016. En 2019, la delantera obtuvo en este club su primer contrato profesional como futbolista.

### Racing Club

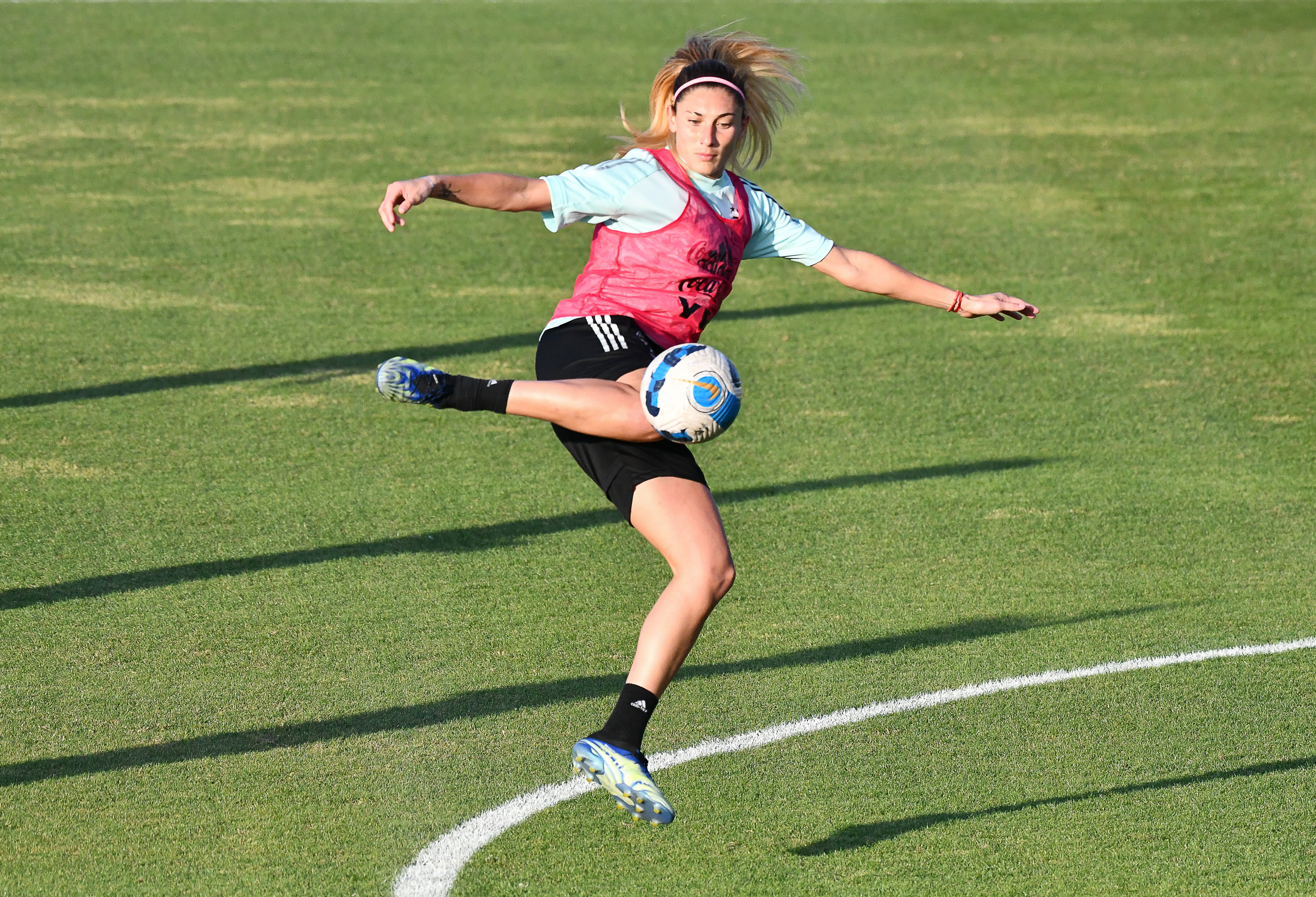
Rocío Bueno entrenando con la Selección Argentina en la previa de la Copa América 2022.

En 2020, fichó por Racing Club.

### Sassuolo
En agosto de 2022 se confirma su pase al conjunto italiano, en una operación que fue considerada "histórica" en medios de comunicación argentinos ya que fue la primera jugadora en ser transferida (fue un préstamo con cargo) al exterior.

### Racing Club (segunda etapa)
Luego de su efímera estadía en Italia, en diciembre de 2022 se confirma su regreso a La Academia.

## Estadísticas

### Clubes
| Club         | País      | Año             |
| ------------ | --------- | --------------- |
| Boca Juniors | Argentina | 2014 - 2017     |
| UAI Urquiza  | Argentina | 2017 - 2020     |
| Racing Club  | Argentina | 2020 - 2022     |
| Sassuolo     | Italia    | 2022            |
| Racing Club  | Argentina | 2022 - presente |

## Palmarés

### Títulos nacionales
| Título             | Club         | País      | Año     |
| ------------------ | ------------ | --------- | ------- |
| Supercopa Femenina | Boca Juniors | Argentina | 2015    |
| Primera División A | UAI Urquiza  | Argentina | 2017-18 |
| Primera División A | UAI Urquiza  | Argentina | 2018-19 |